# Centrosema carajasense
Centrosema carajasense är en ärtväxtart som beskrevs av Cavalc. Centrosema carajasense ingår i släktet Centrosema och familjen ärtväxter. Inga underarter finns listade i Catalogue of Life.